# 小阿爾戈英雄號潛艇
小阿爾戈英雄號（Argonaut Junior）是美國工程師西蒙·萊克第一艘建造成功的潛艇，建造於1894年。其主要特徵與萊克於1897年建造的阿爾戈英雄號相同，皆為一個氣閘艙。
。該潛艇長14英尺（4.3米）, 寬4英尺（1.2米） ，吃水深度為5英尺（1.5米） 。有些資料來源誤把阿爾戈英雄一號和阿爾戈英雄二號當作這艘潛艇的名稱，實際上阿爾戈英雄一號造於1897年，長36英尺（11米），阿爾戈英雄二號是阿爾戈英雄一號的改造版本，於1900年完工，長60英尺（18米），外形與阿爾戈英雄一號有很大不同。

1894年，萊克在美國海軍拒絕與其簽約後，建造了他的原型潛艇「小阿爾戈英雄號」，外觀呈三角形，以黃松造成，有三個用於防止困在海底的輪子。該潛艇曾由一兩個人搖動兩個驅動輪子的軸，沿著桑迪胡克灣（Sandy Hook Bay）的海底移動。當船艙內有足夠的氣壓時就可以打開底部的門（氣閘），不會有水進入潛艇內。然後，操作者穿上一雙橡膠靴，就可以在海底走動，並推著潛艇一同前進，以及撿拾海底的東西。

## 外部連結
- 西蒙·萊克潛艇的網站 （页面存档备份，存于）
- 重建西蒙·萊克的小阿爾戈英雄號 （页面存档备份，存于）